# Свято-Троїцька церква (Руде Село)
Церква Святої Трійці — чинна церква у селі Руде Село Володарського району Київської області; духовний осередок села і пам'ятка архітектури національного значення (охоронний номер 926). Парафія належить до Православної Церкви України.

## Історія храму
За даними Лаврентія Похилевича, церкву Святої Трійці було збудовано 1841 року поміщиком Станіславом Залєським, на місці колишнього дерев'яної церкви. Ця церква належала до найбіднішого 7-го класу, маючи лише 38 десятин землі..
Проте, дата 1841 рік — це дата завершення будівництва церкви. Стара церква у 1820-х роках була у аварійному стані, тож 25 вересня 1823 року до київського митрополита надійшло прохання від поміщика Станіслава Залєсського про будівництво нової кам’яної церкви. 1825 року митрополит дав дозвіл на будівництво храму, проте невдовзі Залєсський помер і будівництво храму фактично призупинилося. Лише 1835 року Феліція Залєсська взялася завершити храм. 1836 року було завершено основні будівельні роботи, проте далі тривало облаштування храму. Храм було освячено 9 березня 1841 року.
В подальшому парафіяни здійснювали лише малі ремонти храму.
1882 року кількість парафіян становила 614 чоловіків та 623 жінки. У селі мешкало також 72 римо-католики та 87 євреїв., 1913 року - 971 та 929 осіб відповідно, католиків у селі боло 194 особи.
У радянський час церква (1963 рік) була закрита, скинуто хрести, і будівля довгий час перебувала у незадовільному стані. Проте ще за часів СРСР церква отримала статус пам'ятки архітектури національного значення. У 1990-х роках було проведено значні реставраційні роботи, чергове оновлення фасадів церкви відбулося вже у 2010-х роках.
Церква перебуває у доброму стані, є чинною. Це сучасний духовний осередок села.

## Архітектура
Церква збудована у стилі раннього класицизму із елементами неоготичного стилю (у такому стилі оздоблено вікна барабану головної бані).
Церква цегляна, тинькована, однонавна з трансептом, ризалітами на південному і північному фасадах. Західний фасад і ризаліти завершуються портиками із парними напівколонами і трикутним фронтоном. Купол на високому восьмигранному барабані перекритий високим зімкнутим склепінням. Декор фасадів стриманий.

## Рудосільська ікона Божої Матері та легенда про ікону
Головною святинею церкви є Рудосільська ікона Божої Матері, що є надзвичайно шанованою не лише селянами Рудого Села, а й мешканцями навколишніх місцевостей. Ікона ця старовинна.
Про цю ікону існує така легенда. Якось хворий Станіслав Залєський, лікуючись у Ченстохові в Польщі, купив собі ікону Божої Матері, а коли вже здоровим повертався додому, ікону з собою не взяв. Під час святкового бенкету в маєтку до пана підбігла злякана служниця. Вона сказала, що в льоху (льох зберігся до наших днів) стоїть ікона, що не дається їй в руки. Коли Станіслав сам спустився в льох, ікона промовила: «Коли ти хворів, то молився до мене, а як вилікувався, то забув про мене». Католик Залєський був настільки вражений, що вирішив спеціально для ікони збудувати православну церкву.
Ікона зберігалася у спеціальному кіоті. Ікону декілька разів викрадали, але вона щоразу поверталася у храм. З боку вівтаря на зовнішній стіні храму вже у наш час було виконане мозаїчне зображення ікони.

## Цікаві факти
У різні часи настоятелями храму були родичі Михайла Грушевського по матері - отець Захарій Опоков (правив у храмі 5 років, вочевидь у перші роки існування церкви), дід Грушевського по матері, а з 1868 року ще один родич Володимир Опоков, 1845 року народження. Невдовзі після державного перевороту більшовиків у жовтні 1917 року прийняв мученицьку смерть від рук безвірників.

## Галерея

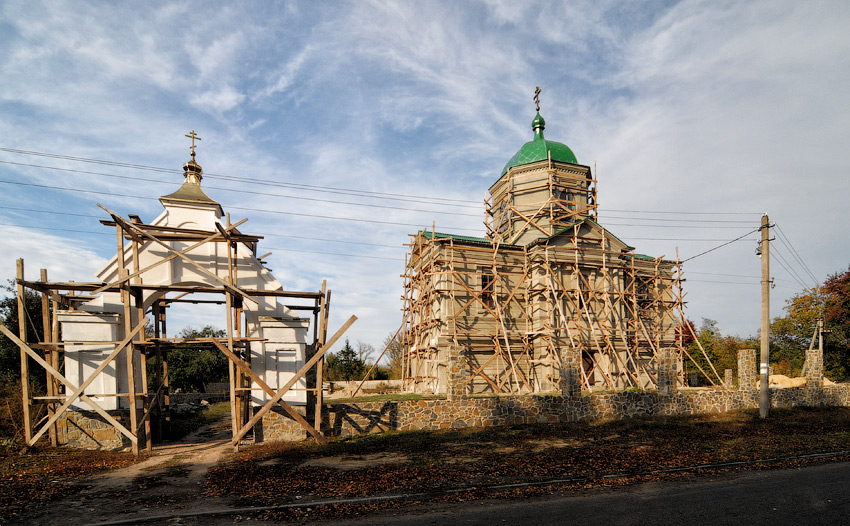
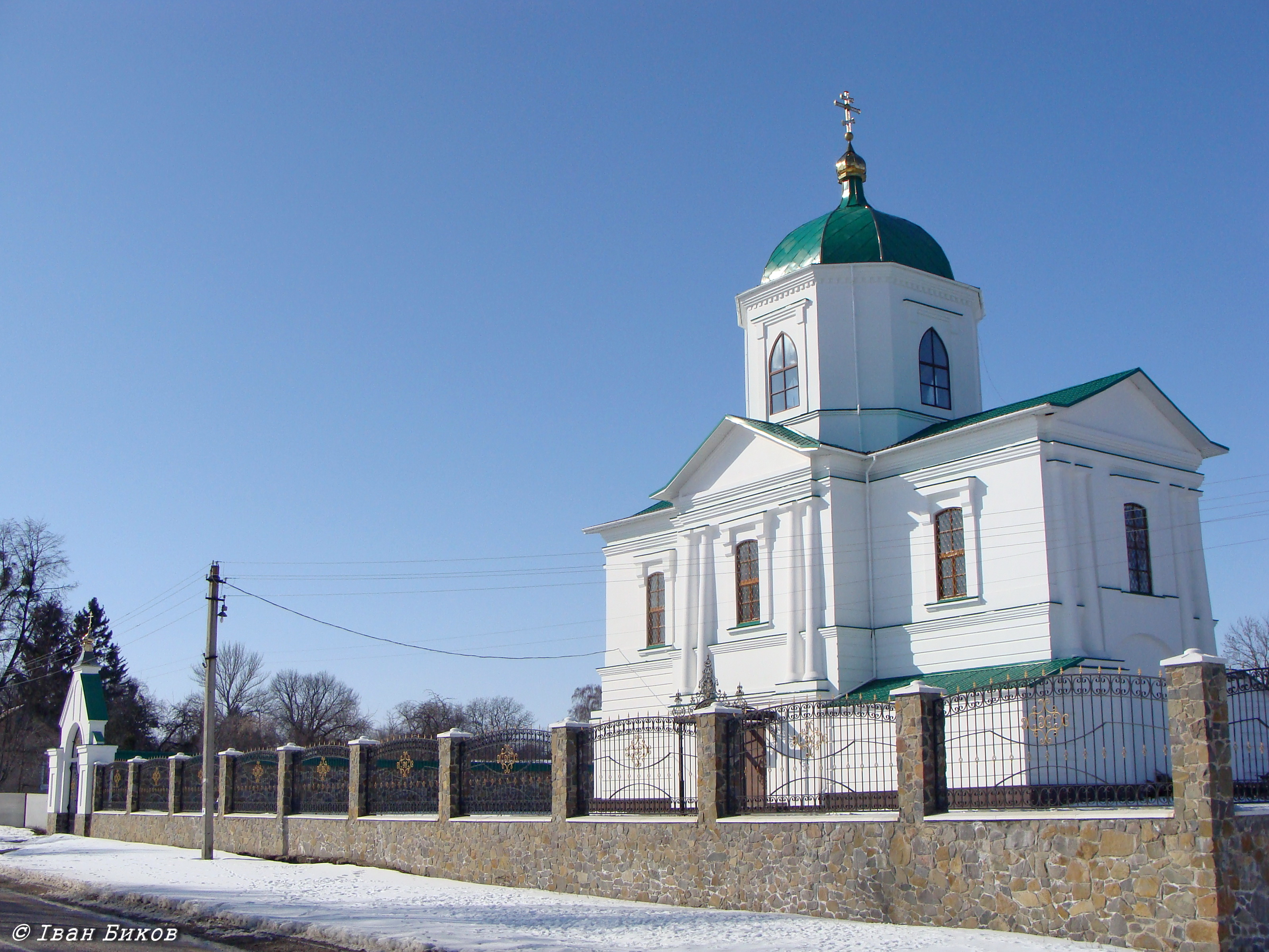
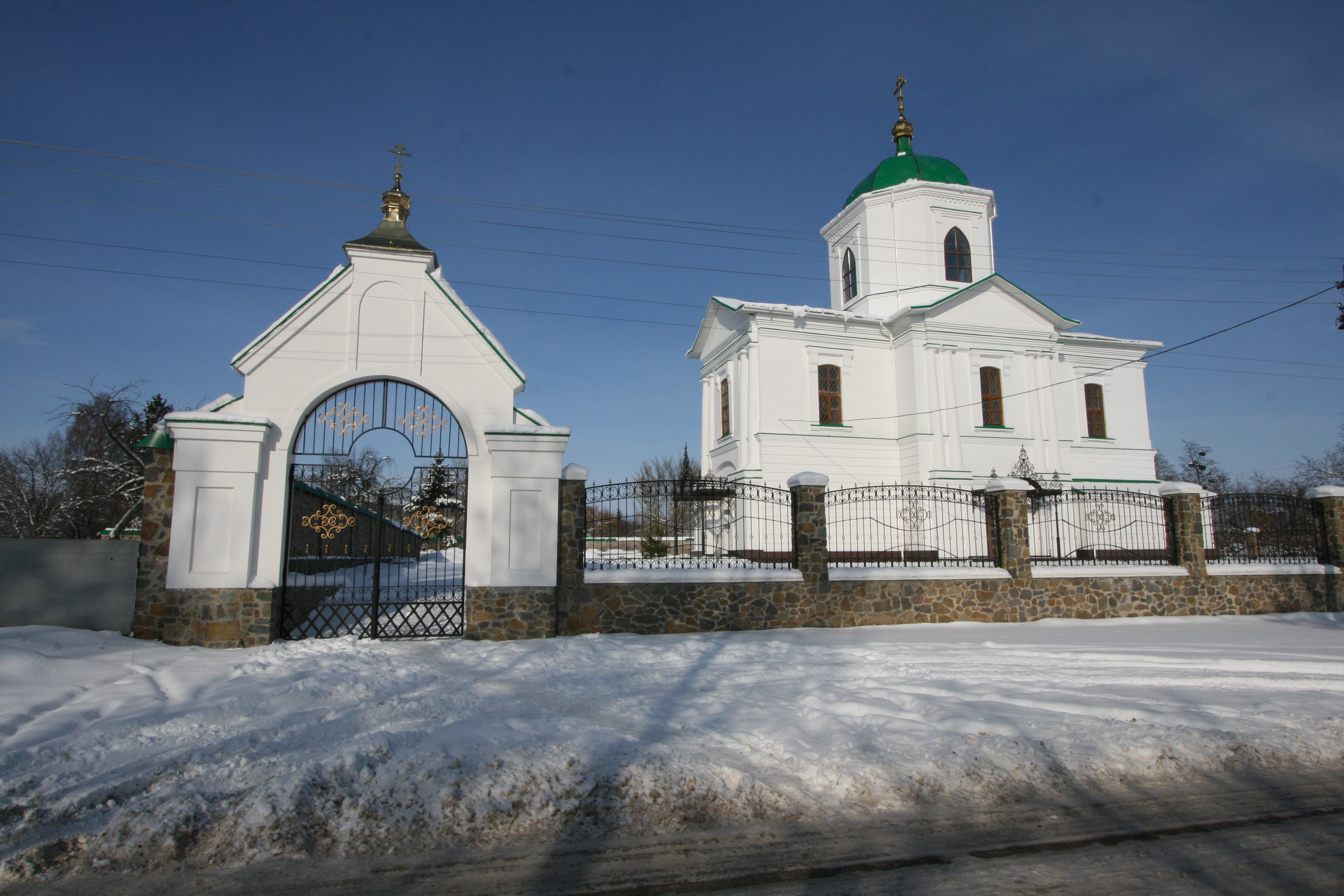
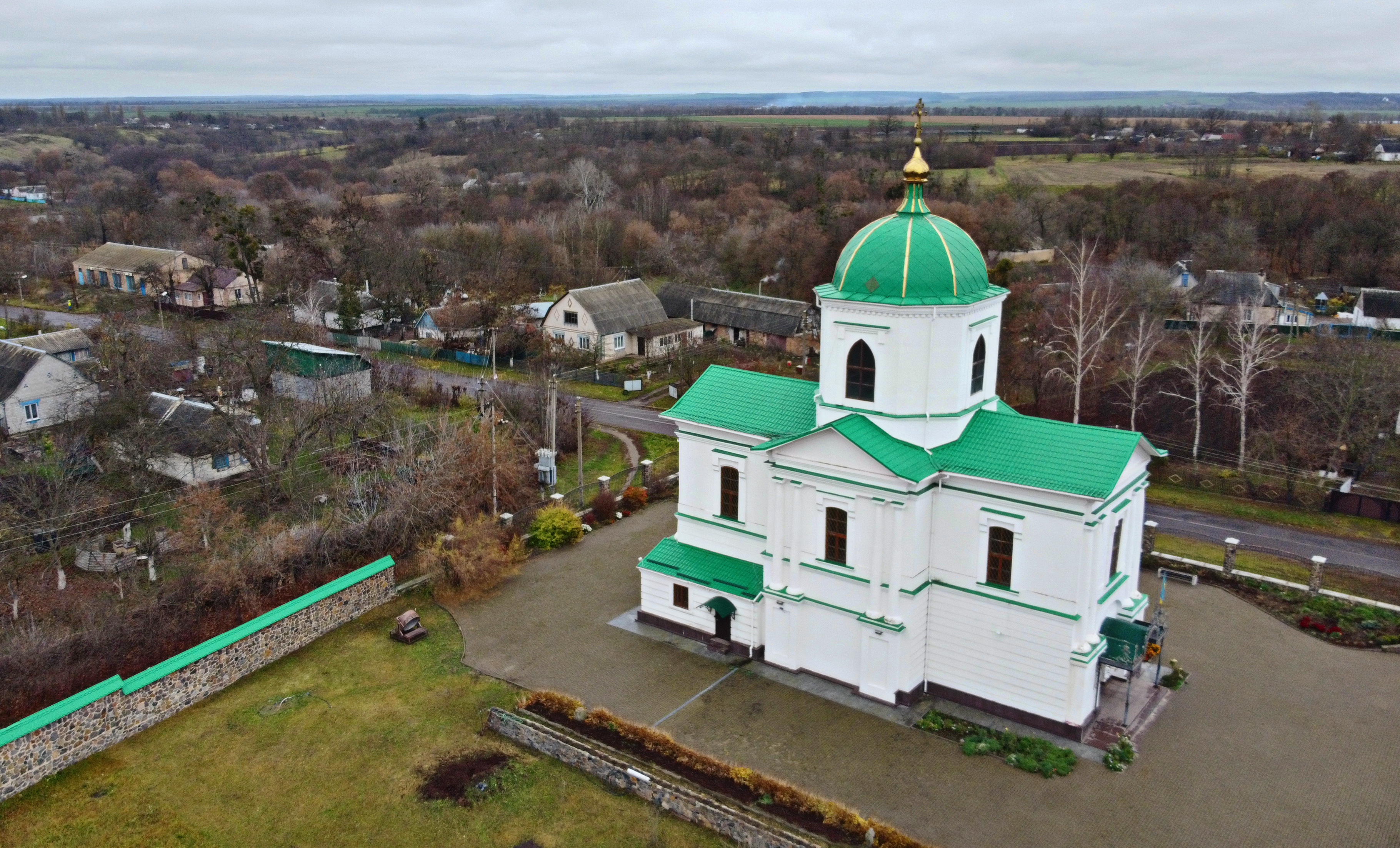